# Хендерсон (остров)
Хе́ндерсон (англ. Henderson Island) — необитаемый коралловый остров в южной части Тихого океана, с 1902 года входит в состав заморской территории Великобритании Острова Питкэрн (таким образом, принадлежит Великобритании, но не является её частью).

## География

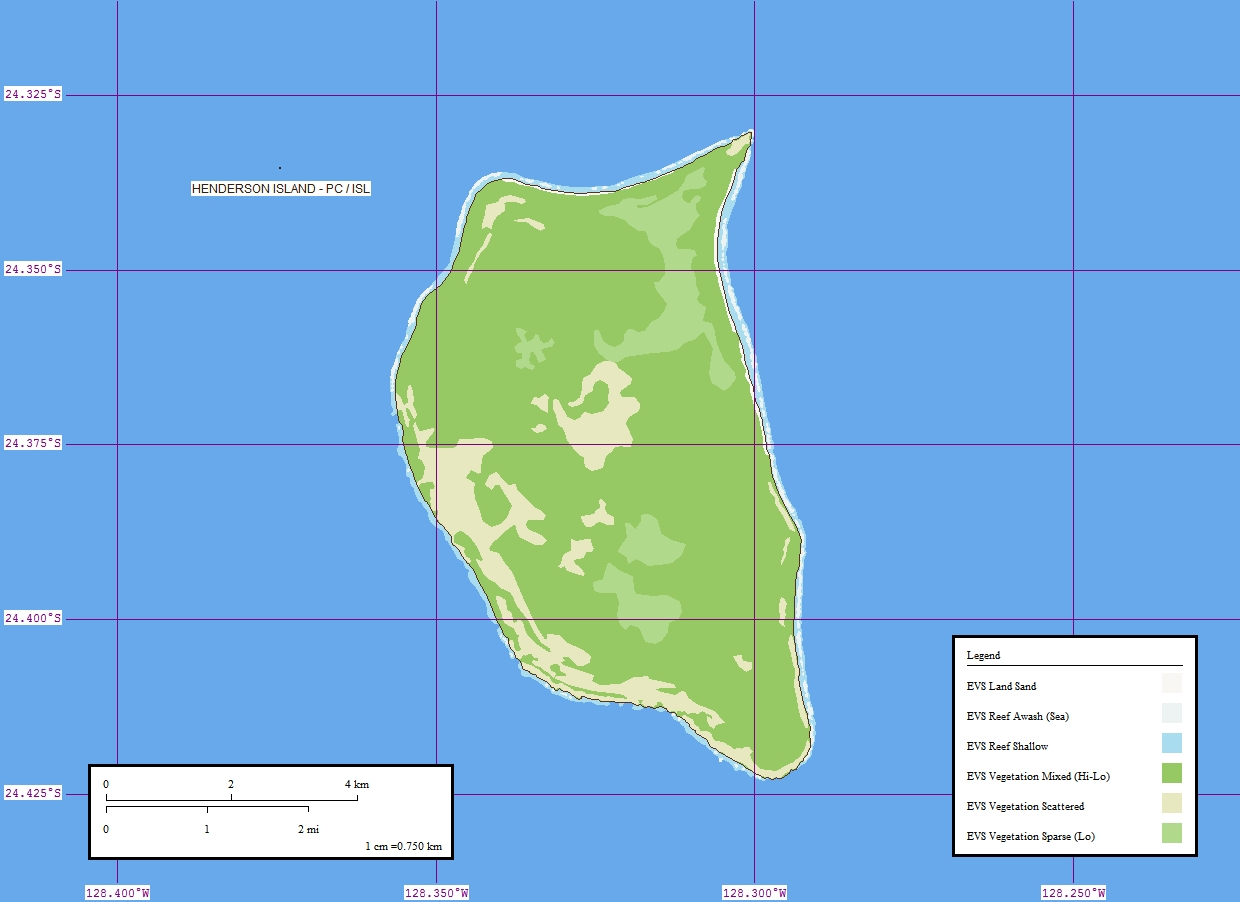
Карта острова Хендерсон

Хендерсон находится в южной части Тихого океана в 193 км к северо-востоку от острова Питкэрн. По происхождению — поднятый атолл. Длина острова — 9,6 км, ширина — 5,1 км, площадь — 37,3 км². Максимальная высота над уровнем океана — 33 м. Остров малодоступен для людей. В 1988 году Хендерсон объявлен участком Мирового Наследия ЮНЕСКО, вследствие того, что колонии редких птиц и фосфатные залежи на нём остались так и не тронутыми человеком. Образованные сразу тремя подводными вулканами — Адамс, Янг и Баунти, две трети побережья Хендерсона окружены молодым коралловым рифом, а вздымающиеся на 15 метров прибрежные утёсы образованы древними коралловыми рифовыми массивами. В северной части острова имеется три пляжа.
Известняковые породы, из которых состоит остров, непригодны для земледелия. Кроме того, они делают восхождение на его склоны достаточно трудным мероприятием, поскольку имеют острые грани и рассыпаются под ногами. Внутренние территории острова обильно заросли плотными «чащами» колючих кустарников, служащих идеальным местом для гнездовий птиц. Четыре вида птиц являются эндемиками острова: чёрный островной погоныш, фруктовый голубь Хендерсона (Ptilinopus insularis), Хендерсонов лори-отшельник и Хендерсонская камышовка. На острове произрастают также 63 вида растений (9 эндемиков), водятся 16 видов улиток (4 эндемика) и один вид бабочек. Хендерсон почти лишён пресной воды, однако имеет пресноводный родник в пещере на севере острова.

## История
Одной из загадок острова является пещера с родником, в которой обнаружены человеческие скелеты. Считается, что это захоронения древних полинезийцев, пришедших с архипелага Гамбье в юго-восточной французской Полинезии, но до сих пор точное происхождение первых поселенцев острова не установлено. Они оставили многочисленные захоронения, содержащие человеческие скелеты, а также загадочные петроглифы на окрестных скалах, земляные печи, каменные орудия и другие поделки, хотя никто не знает, откуда они прибыли и носителями какой культуры являлись. Согласно археологическим данным люди на острове жили в XII—XV веках. Причины исчезновения людей с острова неизвестны, однако считается, что это связано с упадком поселений людей на Питкэрне и атолле Мангарева.
Первым европейцем, увидевшим остров, стал 29 января 1606 года Педро Фернандес Кирос. Он дал ему название Сан-Хуан Батиста (Св. Иоанн Креститель, порт. São João Batista). 17 января 1819 года остров был повторно обнаружен судном «Геркулес» британской Ост-Индской компании во главе с капитаном Хендерсоном, в честь которого и был назван остров. 2 марта 1819 года на острове останавливалось судно «Элизабет» под управлением капитана Генри Кинга. Его команда вырезала название судна на дереве и в течение нескольких лет остров носил двойное название.
С 20 по 27 декабря 1820 года на острове находился экипаж потерпевшего крушение китобойного судна «Эссекс», доплывший сюда на спасательных шлюпках. Трое членов экипажа (Томас Чаппел, Сет Уик, Уильям Райт) решили остаться на острове, в то время как остальная команда отправилась в плавание к Южной Америке. 5 апреля 1821 года Чаппел, Уик и Райт были спасены.
В 1980-е годы американский бизнесмен Артур Ратлифф предлагал купить или арендовать остров и организовать на нём небольшое поселение со взлетно-посадочной полосой. Совет Питкэрна дал своё согласие на это в апреле 1981 года, однако Министерство иностранных дел и по делам Содружества наций Великобритании наложило вето на это решение для охраны природы острова, который позже стал объектом всемирного наследия.
Раз в год жители Питкэрна приезжают на остров для заготовки деревьев видов Thespesia populnea и Cordia subcordata. Эти деревья они используют для изготовления поделок, которые обеспечивают им значительную часть доходов.
В 2017 г. было показано, что пляжи Хендерсона завалены огромным количеством пластикового мусора, показатели загрязненности достигают 671 объекта на квадратный метр. Это самая большая плотность мусора вне свалок, когда-либо зарегистрированная официально. Общая масса собравшегося мусора составляет 17,6 тонны. Связано это с тем, что остров находится в районе действия океанического течения под названием Южный Тихоокеанский круговорот, и в результате стал местом скопления мусора, плывущего от Южной Америки или сбрасываемого с рыболовецких судов.